# Antimaque (Troie)
Pour les articles homonymes, voir Antimaque.
Dans la mythologie grecque, Antimaque est un noble troyen, père d'Hippoloque et Pisandre et d'Hippomaque.
Peu de temps avant les épisodes de l'Iliade, Ulysse et Ménélas sont allés en ambassade à Troie afin de récupérer Hélène. Anténor, pour l'occasion, les hébergea le temps de la mission. Au chant III, tandis qu'Antimaque s'entretient avec Anténor lors d'une Assemblée des Anciens à Troie, on apprend l'histoire de l'ambassade de Ménélas et Ulysse, la proposition favorable aux Grecs qu'Hélène soit rendue pour mettre fin à la guerre. Acheté par des présents par Pâris et ainsi gagné à sa cause, Antimaque fait renoncer à l'ultimatum des Grecs, allant même jusqu'à conseiller qu'on les tue sur place.